# Edouard Khoudainatov
 (septembre 2023).
La mise en forme du texte ne suit pas les recommandations de Wikipédia : il faut le « wikifier ».
Les points d'amélioration suivants sont les cas les plus fréquents :
- Les titres sont pré-formatés par le logiciel. Ils ne sont ni en capitales, ni en gras.
- Le texte ne doit pas être écrit en capitales (les noms de famille non plus), ni en gras, ni en italique, ni en « petit »…
- Le gras n'est utilisé que pour surligner le titre de l'article dans l'introduction, une seule fois.
- L'italique est rarement utilisé : mots en langue étrangère, titres d'œuvres, noms de bateaux, etc.
- Les citations ne sont pas en italique mais en corps de texte normal. Elles sont entourées par des guillemets français : « et ».
- Les listes à puces sont à éviter, des paragraphes rédigés étant largement préférés. Les tableaux sont à réserver à la présentation de données structurées (résultats, etc.).
- Les appels de note de bas de page (petits chiffres en exposant, introduits par l'outil «  Source ») sont à placer entre la fin de phrase et le point final[comme ça].
- Les liens internes (vers d'autres articles de Wikipédia) sont à choisir avec parcimonie. Créez des liens vers des articles approfondissant le sujet. Les termes génériques sans rapport avec le sujet sont à éviter, ainsi que les répétitions de liens vers un même terme.
- Les liens externes sont à placer uniquement dans une section « Liens externes », à la fin de l'article. Ces liens sont à choisir avec parcimonie suivant les règles définies. Si un lien sert de source à l'article, son insertion dans le texte est à faire par les notes de bas de page.
- La présentation des références doit suivre les conventions bibliographiques. Il est recommandé d'utiliser les modèles {{Ouvrage}}, {{Chapitre}}, {{Article}}, {{Lien web}} et/ou {{Bibliographie}}. Le mode d'édition visuel peut mettre en forme automatiquement les références.
- Insérer une infobox (cadre d'informations à droite) n'est pas obligatoire pour parachever la mise en page.

Pour une aide détaillée, merci de consulter Aide:Wikification.
Si vous pensez que ces points ont été résolus, vous pouvez retirer ce bandeau et améliorer la mise en forme d'un autre article.
Edouard Iourievitch Khoudainatov, né le 11 septembre 1960 à Shymkent au Kazakhstan est un entrepreneur, dirigeant d'entreprise et oligarque russe, propriétaire et dirigeant de OJSC Independent Oil and Gas Company et ancien PDG puis vice président de Rosneft.

## Biographie
En 1996 il devient chef de l’administration du village de Poïkovski et premier adjoint de l’administration du district de Nefteyugansk.
En 2000, Khudainatov a dirigé le quartier général de campagne de Vladimir Poutine dans la région de Nefteyugansk et en août de la même année il a reçu la médaille de l’Ordre du mérite pour la patrie.
En mars 2003, il est devenu PDG de Severneftgazprom, une filiale de Gazprom qui exploite le champ gazier alimentant le gazoduc nord stream.
En septembre 2008, il devient vice-président de Rosneft. Le 4 septembre 2010, il remplace Sergueï Bogdanchikov à la tête de Rosneft comme président du conseil d'administration. En mai 2012, il a été nommé vice-président du conseil d’administration de la société et cède sa place de président à Igor Setchine.
En octobre 2021, la société pétrolière NNK-Oil, une filiale d'OJSC Independent Oil and Gas Company, a augmenté sa participation dans RN Severnaya Neft, dont 16 % étaient auparavant détenus par Rosneft ainsi que dans RN-Sakhalinmorneftegaz pour la porter à 100 %. 
En décembre 2021, Khoudainatov a racheté la compagnie minière Coalstar LLC. 

## Fortune
Forbes évalue sa fortune à 2 milliards de dollars issue de sa participation de 100 % dans OJSC Independent Oil and Gas Company et à de l’immobilier de luxe en Italie et en Russie.
Il serait par ailleurs le propriétaire du yacht Sheherazade estimé à 510 millions de dollars, même si la propriété effective du bateau ne serait autre que celle de Vladimir Poutine. Le navire a été saisi par les autorités italiennes en mai 2022. Un autre yacht, l'Amadea, 106 mètres de long et d'une valeur de 300 millions de dollars, censé lui appartenir mais détenu en réalité par un autre oligarque, Suleyman Kerimov, a lui été saisi par les autorités fidjiennes à la demande du gouvernement américain.

## Sanctions internationales
Depuis le 3 juin 2022 il est sous sanctions de l’Union européenne, imposées dans le cadre de l’invasion russe de l’Ukraine. Dans les documents de l'union européenne il apparaît comme une personne proche d’Igor Setchin et de Vladimir Poutine. Le 19 mai 2023, il a été inclus dans la liste des personnes sanctionnés par le Canada.